# Jamie Marchi
Jamie Lynn Marchi (Knoxville, Tennessee, 8 de octubre de 1977) es una actriz, directora de doblaje y guionista estadounidense. Trabaja para Funimation y Sentai Filmworks. Ella ha brindado voces para las adaptaciones de anime y videojuegos.

## Biografía
Marchi nació en Knoxville, Tennessee, de Susan Kay Hester (née Taylor, nacida en 1951). Su padrastro, Michael Hester (1957-2016), trabajó como ingeniero biomédico y era un entusiasta de los videojuegos. Marchi se graduó de la Universidad de Oklahoma en Norman, Oklahoma, con un grado en teatro, y ha estado actuando profesionalmente en el año 2000. 
Comenzó su carrera en la actuación de voz en Fruits Basket, y ha trabajado en una de adaptaciones al inglés de varias series de animes incluyen Black Cat, Soul Eater, Sekirei, Sora no Otoshimono, Panty & Stocking with Garterbelt, Freezing, High School DxD, Witchblade y Death Parade. También escribió los guiones de doblaje del anime y la dirigió con otros actores de Funimation.
En abril de 2013, Marchi se unió al programa de la serie web The Funimation Show donde es la coanfitriona.
En septiembre de 2015 hizo su debut en el papel de Neko Kuroha en Gokukoku no Brynhildr solamente en Sentai Filmworks.
En noviembre de 2017, ella también hizo su primer papel no anime como Green Guts en la serie original de Cartoon Network ¡OK, K.O.! Seamos héroes.
Su hermano Jean-Luc Hester también es actor de voz. Marchi se casó con el actor Sean T. Perez en 1999. Se divorciaron el 21 de noviembre de 2005. Marchi tiene dos hijastras.
El 8 de febrero de 2019, en respuesta a las acusaciones de acoso sexual lanzadas contra el destacado actor de voz Vic Mignogna, Marchi, junto con la actriz y directora de doblaje, Monica Rial, manifestó su apoyo a los que se pronunciaron en contra de Mignogna y compartieron supuestas experiencias propias de ser acosadas sexualmente por Mignogna. El 19 de abril, Marchi fue nombrada en una demanda de un millón de dólares, junto con Monica Rial, la prometida de Rial, y Funimation, presentada por Mignogna por difamación e interferencia ilícita. El 6 de septiembre de 2019, el caso civil en su contra fue desestimada y Mignogna tuvo que pagar todos sus honorarios legales. El 4 de octubre de 2019, las acusaciones restantes contra Rial, Toye y Funimation fueron desestimadas.

## Filmografía

### Animación
| Año  | Título                   | Papel      | Notas                                           | Fuente        |
| ---- | ------------------------ | ---------- | ----------------------------------------------- | ------------- |
| 2017 | ¡OK, K.O.! Seamos héroes | Green Guts | Rol de debut sin anime Ep. "Back in Red Action" | [ 22 ] [ 23 ] |

### Acción real
- The Funimation Show (2013) – coanfitriona[7]